# کلاغ ماریانا
کلاغ ماریانا(نام علمی: Corvus kubaryi) نام یک گونه از سرده کلاغ است.